# Юклид-авеню (линия Фултон-стрит, Ай-эн-ди)
|     |   |   |     |     |   |   |     |
| · л | · | · | · э | · э | · | · | · л |

|     |   |   |     |     |   |   |     |
| · л | · | · | · э | · э | · | · | · л |

«Юклид-авеню» (англ. Euclid Avenue) — станция Нью-Йоркского метрополитена, расположенная на линии Фултон-стрит, Ай-эн-ди. Станция находится в Бруклине, в районе Ист-Нью-Йорк, на пересечении Питкин-авеню и Юклид-авеню. На станции останавливаются маршруты: A (круглосуточно), C (круглосуточно, кроме ночи) и S (челнок Леффертс-бульвара, ночью). Станция является северной конечной для маршрута S (челнок Леффертс-бульвара) и южной конечной для маршрута C. Экспресс-пути используются маршрутами A (круглосуточно, кроме ночи) и S (челнок Леффертс-бульвара, ночью). Локальные пути используются маршрутами A (ночью) и C (круглосуточно, кроме ночи). Станция представлена четырьмя путями и двумя островными платформами.
К востоку от станции (с точки зрения железнодорожных направлений здесь это юг) между локальным и экспресс-путём каждого направления образуется дополнительный путь, эти два пути поворачивают направо в депо «Питкин-авеню», а также используются для оборота поездов, для которых станция является южной конечной (маршрут C). Далее к востоку между локальным и экспресс-путём каждого направления второй раз образуется дополнительный путь, и эти пути используются поездами, следующими дальше по линии, а исходные четыре пути вскоре после этого заканчиваются тупиками.